# Mlada Breda
Mlada Breda je drama slovenskega pesnika, dramatika in esejista Daneta Zajca, ki je izšla leta 1981.

## Vsebina
Prolog
Ko je Breda še dojenček kralja in kraljice Prisoj, družino na gradu obišče kraljica Osojnega kraljestva. Ta zahteva, da se Breda na svoj petnajsti rojstni dan poroči z njenim sinom. Kralj in kraljica temu nasprotujeta, vendar kraljica Osojnega kraljestva Bredo skoraj ubije, zato sta prisiljena Bredo zaročiti s sinom kraljice.
Igra
Breda dopolni petnajst let. Vsi se pripravljajo na proslavitev njenega rojstnega dneva, nato pa sel začne pripovedovati o svojih potovanjih po svetu.
Igra v igri
Sel je pripovedoval, kako je iskal Osojno kraljestvo, ki mu ga je naročil poiskati kralj. Ko je sel zaključil s pripovedovanjem in igranjem svojih dogodivščin, je Breda skozi okno zagledala meglico, ki se je približevala gradu. Njena mama ji je s težkim srcem povedala, da je to njen snubec, kraljevič iz Osoj. Breda ni želela oditi od doma, zato je legla v posteljo. Po pogovoru s kraljevičem pa je pristala, da odide z njim. Vsi so bili žalostni. Ko sta kraljevič in njegova izbranka potovala proti Osojam, se je Breda poškodovala in skoraj izkrvavela. Kraljevič je spoznal, da je to zopet ena izmed ukan njegove matere. Bil je obupan, saj je bila Breda že njegova deveta zaročenka in je ni želel zgubiti. Bredi je naročil naj ne zaupa njegovi mami, saj je pred njo ubila že osem drugih zaročenk. Ko sta kraljevič in Breda prispela v kraljestvo se je Breda spremenila. Kraljeviču je naročila naj ubije svojo mater. Ta je ni poslušal, zato se je Breda namerno poškodovala, njeni ovoji pa so ovili kraljeviča. Ta je padel na tla in obležal. Kraljica je spoznala, da je izgubila svojega sina ter propadla in na koncu mrtva padla na tla.
Drama se konča v Prisojah, tako kot se je začela, vendar o Bredini lepoti nihče ničesar ne ve. Vse je obdano s krvjo in solzami.

## Osebe
Breda
Breda je glavna oseba drame. Najprej se v zgodbi pojavi kot dojenček, kasneje pa kot petnajstletni otrok. Že na začetku je Breda opisana kot popolni otrok z lasmi »svetlikajočimi se kot zvezde« in kožo, ki je »kot tanek sneg skozi katerega sije sončna svetloba«.
Njen lik je na začetku navdan s toplino in prijaznostjo, na koncu pa postane temačen. Ko mora zapustiti svoj rodni kraj je žalostna, v kraljestvu Osoj pa se postavi zase, saj hoče preživeti.
Kralj in kraljica
Kralj in kraljica vladata Prisojam. Ob rojstvu njune hčere sta zelo srečna in jo opevata kot najlepšo. Ko pride kraljica Osojnega kraljestva, se ji upirata z vso močjo, vendar na koncu popustita. Ko Breda odide s kraljevičem, sta potrta.
Kraljica Osojnega kraljestva
Je kraljica senc in teme. Bredo določi za zaročenko svojemu sinu, pri svoji odločitvi pa je odločna in neusmiljena. Kasneje jo hoče ubiti, kot je že osem zaročenk pred Bredo. Nenehno se prepira s svojim sinom. Njen konec je tragičen, saj propade in umre.
Kraljevič
Kraljevič je Sin kraljice Osojnega kraljestva. Neskončno si želi žene in se v Bredo tudi zaljubi. Ko jo sreča, postane dober in se upre materi. V Bredi vidi samo lepoto in milino.